# Løvbjerg Supermarked
Løvbjerg Supermarked A/S er en dansk supermarkedskæde i Jylland og på Fyn. Kæden har rødder tilbage til 1926. I 1959 blev det til en egentlig kæde, som i dag rummer 17 butikker.

## Historie
Løvbjerg startede med en lille købmandsforretning i Torsted ved Horsens, som Christian Løvbjerg åbnede i 1926. I 1959 etableredes en egentlig kæde, da Christians to sønner, Knud Løvbjerg og Carsten Løvbjerg, åbnede Jyllands første supermarked på Torvet i Silkeborg. Det var en kæmpe succes og brødrene åbnede forretninger flere steder i Jylland og som nogle af de første startede de i slutningen af 1960'erne små discountbutikker under navnet Prisa. I 1994 indledte Løvbjerg og Rema1000 i Norge et samarbejde, der betød, at alle Prisa-butikkerne og flere af Løvbjerg-butikkerne blev konverteret til Rema1000-butikker. De største Løvbjerg-butikker blev dog i selskabet Løvbjerg Supermarked A/S. Efter 10 år blev Løvbjerg-familiens andel af Rema1000 i Danmark solgt til Rema1000 i Norge, og familien koncentrerede sig herefter udelukkende om de tilbageværende Løvbjerg-butikker.
Senest har kæden åbnet butikker i Aabenraa, Fredericia (13. marts 2011), Frederikshavn (18. november 2022) og Esbjerg (17. november 2023), og kæden består i dag af 17 butikker.

## Butikker
| Region             | Antal | By                                                                          |
| ------------------ | ----- | --------------------------------------------------------------------------- |
| Region Hovedstaden | 0     |                                                                             |
| Region Sjælland    | 0     |                                                                             |
| Region Syddanmark  | 6     | Fredericia, Odense, Varde, Vejen, Aabenraa, Esbjerg                         |
| Region Midtjylland | 8     | Horsens, Ikast, Odder, Struer, Tarm, Viborg (Koldingvej, Randersvej), Århus |
| Region Nordjylland | 3     | Brønderslev, Frederikshavn, Nykøbing Mors                                   |